# Managua
Managua là thủ đô của Nicaragua, cũng là thủ phủ của tỉnh và đô thị cùng tên. Đây là thành phố lớn nhất quốc gia này. Thành phố Managua nằm ở bờ tây nam hồ Managua. Thành phố được tuyên bố thành thủ đô quốc gia năm 1852. Trước đó, thủ đô luân phiên nhau giữa León và Granada. Thành phố này có dân số khoảng 1.680.100; bao gồm chủ yếu là người Cricolo (người châu Âu không lai), người da trắng và Mestizo. Thành phố có diện tích 544 ki-lô-mét vuông, trong đó diện tích thành thị là 173,7 km².
Được thành lập năm 1819 và được đặt tên là Leal Villa de Santiago de Managua, ban đầu với mục đích làm một làng chài. Nỗ lực biến Managua thành thủ đô Nicaragua bắt đầu vào năm 1824, sau khi các quốc gia Trung Mỹ độc lập khỏi Tây Ban Nha. Vị trí của Managua giữa các thành phố León và Granada khiến nó sự thỏa hiệp lý tưởng trong việc chọn đô. Thành phố đã bị động đất phá hoại trong thế kỷ 20. Hiện nay, Managua là trung tâm công nghiệp, thương mạ, văn hóa, chính trị của Nicaragua.